# 柯提斯·史東
科提斯·史東，OAM（Curtis Stone，1975年11月4日—） 出生於澳大利亞 ，是一位廚師、烹飪書籍作者，與電視節目主持人。

## 背景
科提斯在澳洲的Penleigh and Essendon Grammar學校唸書。
他的父親William是位會計師。
他在五歲時就跟隨奶奶下廚了。
科提斯在對食物產生興趣前就讀商業學士學位，18歲時他開始從事廚藝事業,他到歐洲體驗生活，
並且學習義大利,法國,西班牙的美食。

## 節目
2008年，史東主持《帥哥廚師來我家》，並且著作了系列的食譜書，著作的"Recipes to Put You in My Favorite Mood"於2009年4月上市。
2013年，主持《決戰全球餐廳》。

## 私生活
他在電視節目Martha中，宣稱自己是單身。
史東被People雜誌列為最性感男性，
幾近追上喬治·克隆尼和Brad Pitt。
他於2009年開始與女星 Lindsay Price 交往，2011年11月6號，他們的兒子Hudson出世，他們也於2012年11月宣布訂婚。於2013年6月8號結婚。地點The Hilton's Sa Torre Mallorca Resort. 2014 年九月他們第二個兒子Emerson於加州出世

## 外部連結
- （英文）柯提斯·史東 官方網站 （页面存档备份，存于）

1. ↑  .   [2014-10-27]. （原始内容存档于2019-11-30）.